# グレンツラントシュターディオン
グレンツラントシュターディオン（Grenzlandstadion）は、ドイツ・ノルトライン＝ヴェストファーレン州メンヒェングラートバッハにあるサッカースタジアムである。
収容人数は10,000人。

## 歴史
1925年、ドイツのメンヒェングラートバッハのサッカースタジアムを起工。
1927年6月17日、「マルチスポーツスタジアム」として開場。
1934年、正式名称「ハインツ・ブランツ・カンプフバーン」を変更。
1960年7月3日、正式名称「グレンツラントシュターディオン」を変更。

## ギャラリー

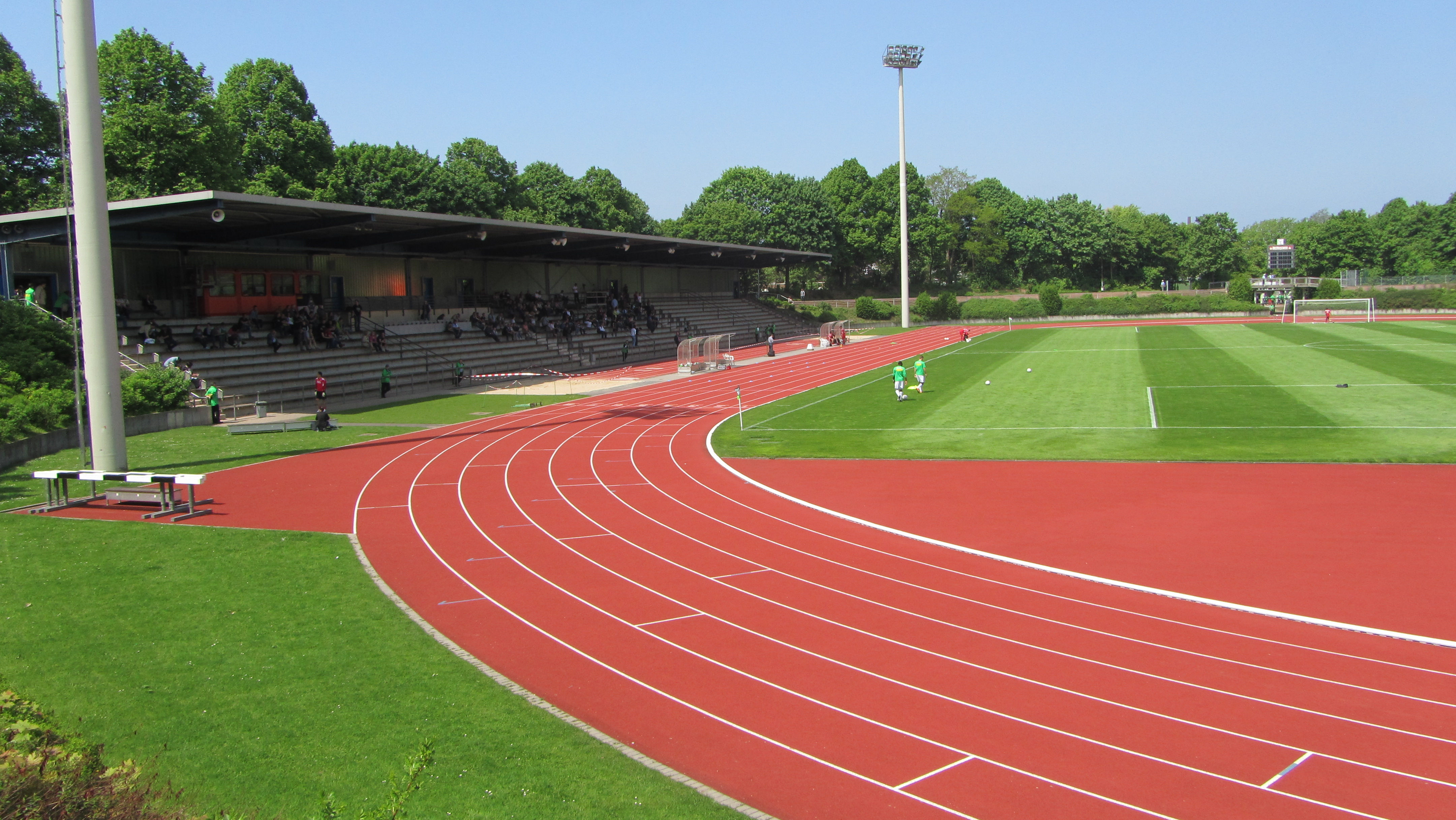
2013年の内観